# Dommartin-le-Coq
Pour les articles homonymes, voir Dommartin et Le Coq (homonymie).
Dommartin-le-Coq est une commune française, située dans le département de l'Aube en région Grand Est.

## Géographie

### Communes limitrophes
| Morembert       | Vaucogne         |           |
| Nogent-sur-Aube | Dommartin-le-Coq | Jasseines |
| Coclois         | Brillecourt      |           |

Au cadastre de 1836 : Le Bac, la Fontaine-au-Prètre, Luxembourg, Molton, Sainte-Thuise.

### Toponymie
Les premières mentions sont Domus, Domus Martinus et l'adjonction de le-coq apparaît sur la carte de Cassini.

### Hydrographie
La commune est dans la région hydrographique « la Seine de sa source au confluent de l'Oise (exclu) » au sein du bassin Seine-Normandie. Elle est drainée par l'Aube et le Meldancon,.
L'Aube, d'une longueur de 249 km, prend sa source dans la commune d'Auberive et se jette  dans la Seine à Marcilly-sur-Seine, après avoir traversé 82 communes.
Le Meldancon, d'une longueur de 26 km, prend sa source dans la commune de Lignon et se jette  dans l'Aube à Morembert, après avoir traversé onze communes.

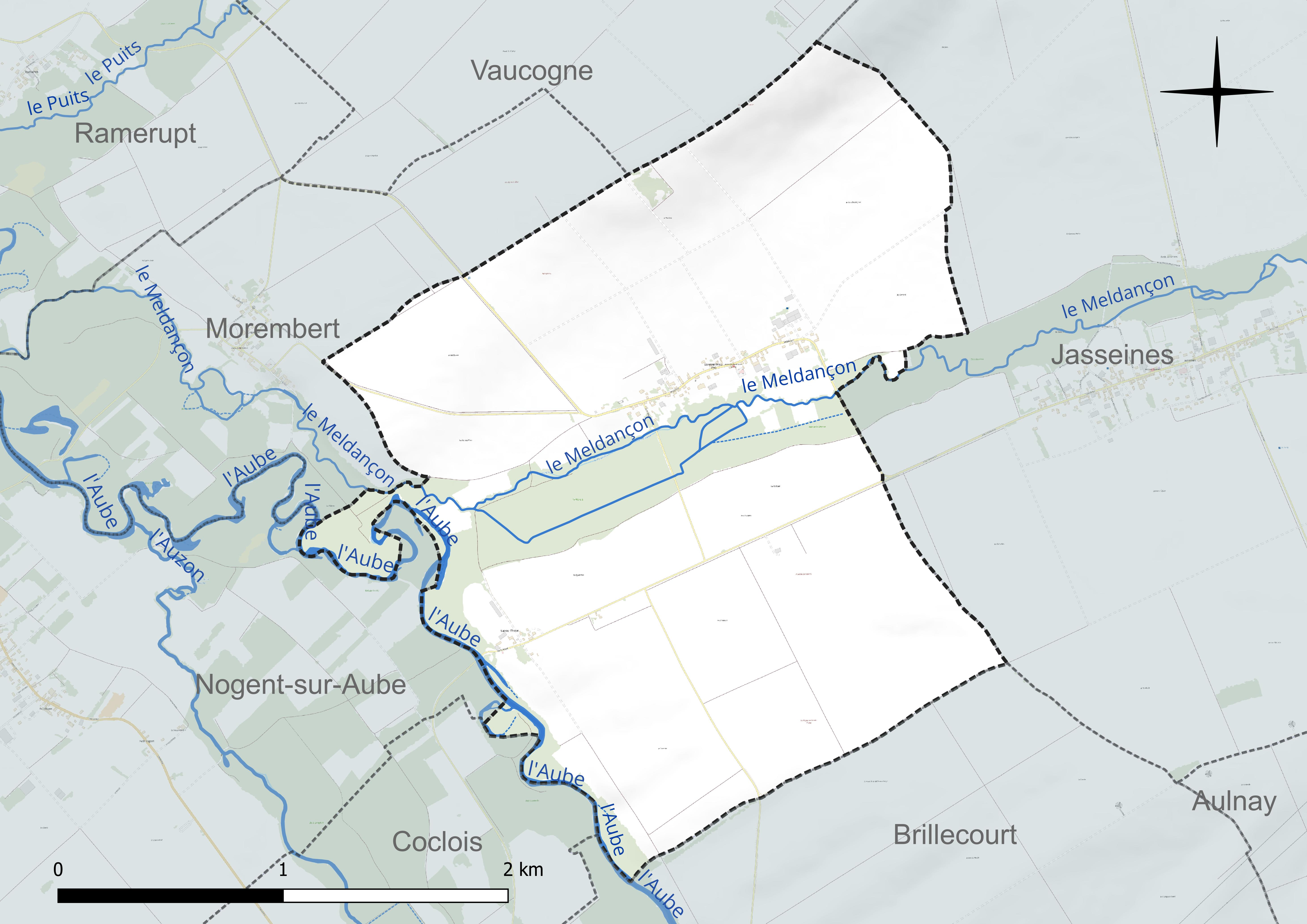
Réseau hydrographique de Dommartin-le-Coq.

### Climat
Pour des articles plus généraux, voir Climat du Grand Est et Climat de l'Aube.
En 2010, le climat de la commune est de type climat océanique dégradé des plaines du Centre et du Nord, selon une étude du Centre national de la recherche scientifique s'appuyant sur une série de données couvrant la période 1971-2000. En 2020, Météo-France publie une typologie des climats de la France métropolitaine dans laquelle la commune est exposée à un climat océanique altéré et est dans la région climatique Nord-est du bassin Parisien, caractérisée par un ensoleillement médiocre, une pluviométrie moyenne régulièrement répartie au cours de l’année et un hiver froid (3 °C).
Pour la période 1971-2000, la température annuelle moyenne est de 10,5 °C, avec une amplitude thermique annuelle de 16 °C. Le cumul annuel moyen de précipitations est de 731 mm, avec 12,1 jours de précipitations en janvier et 8,2 jours en juillet. Pour la période 1991-2020, la température moyenne annuelle observée sur la station météorologique de Météo-France la plus proche, « Dosnon », sur la commune de Dosnon à 15 km à vol d'oiseau, est de 11,0 °C et le cumul annuel moyen de précipitations est de 698,3 mm. 
La température maximale relevée sur cette station est de 41,6 °C, atteinte le 25 juillet 2019 ; la température minimale est de −25,8 °C, atteinte le 14 février 1956,,.
Les paramètres climatiques de la commune ont été estimés pour le milieu du siècle (2041-2070) selon différents scénarios d'émission de gaz à effet de serre à partir des nouvelles projections climatiques de référence DRIAS-2020. Ils sont consultables sur un site dédié publié par Météo-France en novembre 2022.

## Urbanisme

### Typologie
Au 1er janvier 2024, Dommartin-le-Coq est catégorisée commune rurale à habitat très dispersé, selon la nouvelle grille communale de densité à 7 niveaux définie par l'Insee en 2022.
Elle est située hors unité urbaine. Par ailleurs la commune fait partie de l'aire d'attraction de Troyes, dont elle est une commune de la couronne,. Cette aire, qui regroupe 209 communes, est catégorisée dans les aires de 200 000 à moins de 700 000 habitants,.

### Occupation des sols
L'occupation des sols de la commune, telle qu'elle ressort de la base de données européenne d’occupation biophysique des sols Corine Land Cover (CLC), est marquée par l'importance des territoires agricoles (80,8 % en 2018), une proportion sensiblement équivalente à celle de 1990 (81,2 %). La répartition détaillée en 2018 est la suivante : 
terres arables (80 %), forêts (14,7 %), zones urbanisées (4,5 %), zones agricoles hétérogènes (0,8 %). L'évolution de l’occupation des sols de la commune et de ses infrastructures peut être observée sur les différentes représentations cartographiques du territoire : la carte de Cassini (XVIIIe siècle), la carte d'état-major (1820-1866) et les cartes ou photos aériennes de l'IGN pour la période actuelle (1950 à aujourd'hui).

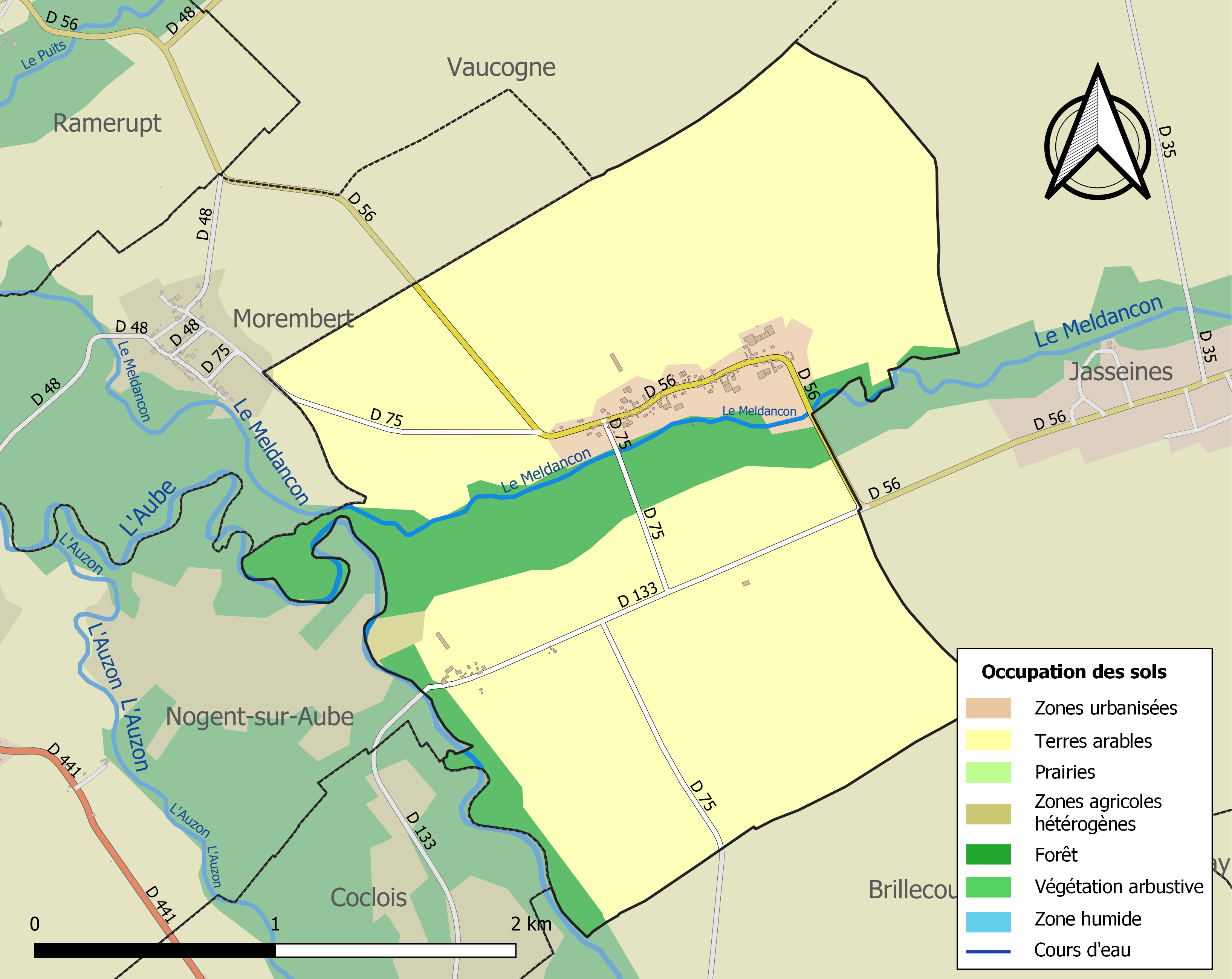
Carte des infrastructures et de l'occupation des sols de la commune en 2018 (CLC).

## Histoire
Le fief relevait de la châtellenie de Rosnay, elle relevait de Dampierre au XIVe siècle et devenait alors arrière-fief de Rosnay.
En 1789, le village relevait de l'intendance et de la généralité de Châlons, de l'élection de Bar-sur-Aube et du bailliage de Chaumont. Elle fit partie du canton de Chalette après la Révolution jusqu'au 29 novembre 1790, puis de celui d'Aulnay jusqu'en l'an IX.

### Sainte-Thuise
Ancien hameau connu dès le XIe siècle qui doit son nom à Théodosie de Tyr . Il fut, jusqu'au XVIIIe siècle administré successivement par Jasseines et Dommartin. Le hameau fut rattaché à Jasseines du 27 janvier 1791 à 1792.
Dès 1178 il est fait mention d'une cella qui appartenait à l'abbaye de Montiéramey, il y avait aussi une église et il fut érigé un prieuré.
Les prieurs :
- 1366 : Itier de Villetard,
- 1380 : Pierre de Cluimont(?),
- 1402: Jacques Laurent,

...
- 1767 à 1782 : Armand Dieudonné Baizé,
- 1781 à 89 :  N. Planchette de Piégegon.

Le hameau de Sainte-Thuise a 12 hab. au 01/2014 ; le Bac est au finage de Sainte-Thuise.

## Politique et administration
| Période                                  | Période   | Identité          | Étiquette | Qualité                    |
| ---------------------------------------- | --------- | ----------------- | --------- | -------------------------- |
| avant 1995                               | ?         | Bernard Bonnevie  |           |                            |
| mars 2001                                | mars 2008 | Jean Guyot        |           |                            |
| mars 2008                                | mars 2014 | Bernard Mauclaire |           |                            |
| mars 2014                                | En cours  | Patrick Brodard   | DVG       | Retraité Fonction publique |
| Les données manquantes sont à compléter. |           |                   |           |                            |

## Démographie
L'évolution du nombre d'habitants est connue à travers les recensements de la population effectués dans la commune depuis 1793. Pour les communes de moins de 10 000 habitants, une enquête de recensement portant sur toute la population est réalisée tous les cinq ans, les populations de référence des années intermédiaires étant quant à elles estimées par interpolation ou extrapolation. Pour la commune, le premier recensement exhaustif entrant dans le cadre du nouveau dispositif a été réalisé en 2008.

En 2022, la commune comptait 53 habitants, en évolution de −18,46 % par rapport à 2016 (Aube : +0,7 %, France hors Mayotte : +2,11 %).
| 1793 | 1800 | 1806 | 1821 | 1831 | 1836 | 1841 | 1846 | 1851 |
| ---- | ---- | ---- | ---- | ---- | ---- | ---- | ---- | ---- |
| 140  | 189  | 186  | 193  | 177  | 193  | 177  | 175  | 188  |

| 1856 | 1861 | 1866 | 1872 | 1876 | 1881 | 1886 | 1891 | 1896 |
| ---- | ---- | ---- | ---- | ---- | ---- | ---- | ---- | ---- |
| 198  | 174  | 175  | 168  | 173  | 152  | 135  | 124  | 117  |

| 1901 | 1906 | 1911 | 1921 | 1926 | 1931 | 1936 | 1946 | 1954 |
| ---- | ---- | ---- | ---- | ---- | ---- | ---- | ---- | ---- |
| 112  | 114  | 122  | 119  | 110  | 105  | 111  | 108  | 98   |

| 1962 | 1968 | 1975 | 1982 | 1990 | 1999 | 2006 | 2008 | 2013 |
| ---- | ---- | ---- | ---- | ---- | ---- | ---- | ---- | ---- |
| 102  | 88   | 71   | 65   | 71   | 60   | 64   | 65   | 67   |

| 2018 | 2022 | - | - | - | - | - | - | - |
| ---- | ---- | - | - | - | - | - | - | - |
| 59   | 53   | - | - | - | - | - | - | - |

## Lieux et monuments
L'église, sous le vocable de Saint-Martin était une succursale de la paroisse de Jasseines. Citée dès le XIe siècle, elle était à l'abbaye de Montier-en-Der, elle passait à celle de Montièramey en 1117. Si l'église est pour majeure partie du XVIe siècle, la partie occidentale de la nef est du XVIIe siècle. Une pierre tumulaire du XIIIe siècle fut trouvée en son cimetière. Elle possède comme statue :
- Une Vierge à l'Enfant et à l'oiseau[22] en calcaire polychrome du XVe siècle,
- Une statue de sainte Thuise[23] en calcaire polychrome et doré du XVIe siècle,

Un buste reliquaire de sainte Thuise en chêne du XVIe siècle(?).
Une chapelle consacrée à Sainte-Théodésie, reconstruite en 1840, est situé dans le hameau de Sainte-Thuise. Elle est restaurée au cours des années 2010.

## Personnalités liées à la commune
Roland Caillaud, son épouse Paulette parents de six enfants (Françoise, Gilbert, Odile, Gérard, Christian et François) s'installent dans la commune en 1975 avec l'aide du maire de l'époque, Raymond Girardot.
Ensemble ils nourrissent le projet commun de redonner une seconde vie a l'ancienne ecole.
Originaire d'Arcis sur Aube, la famille s'installera définitivement dans le village dont les parents deviendront des figures de la petite localité.